# الدوري السويدي الممتاز
الدوري السويدي الممتاز (بالسويدية: Fotbollsallsvenskan) هي الدرجة الممتازة لكرة القدم في السويد، ويشارك في الدوري الممتاز 16 نادي. وتم تأسيسه في عام 1924.